# Aldair Ruiz
Aldair Issac Ruiz Ruiz (sinh ngày 13 tháng 11 năm 1997) là một cầu thủ bóng đá chuyên nghiệp người Cuba hiện tại đang thi đấu ở vị trí tiền đạo cho câu lạc bộ Europa và Đội tuyển bóng đá quốc gia Cuba.

## Sự nghiệp thi đấu quốc tế
Aldair được gọi triệu tập lên Đội tuyển bóng đá quốc gia Cuba lần đầu tiên vào tháng 6 năm 2023, có tên trong danh sách sơ bộ để chuẩn bị cho Cúp Vàng CONCACAF 2023. 10 ngày sau, anh ra mắt quốc tế cho đội bóng, khi xuất phát ngay từ đầu và đá 63 phút trong trận thua 3–0 trước Chile.

## Thống kê sự nghiệp

### Quốc tế
Tính đến 20 tháng 6 năm 2023
| Cuba      | Cuba | Cuba      |
| Năm       | Trận | Bàn thắng |
| --------- | ---- | --------- |
| 2023      | 2    | 0         |
| Tổng cộng | 2    | 0         |